# 田中瑞季
田中 瑞季（たなか みずき、1980年9月21日 - ）は、福岡県久留米市出身の元プロ野球選手（内野手）。右投両打。
登録名は、2000年から2002年は田中瑞季。2003年から2007年は瑞季。

## 来歴・人物

### プロ入り前
小学1年生から地元の野球チームに入部し、6年生時にはキャプテンを務める。
中学時代はリトルリーグ（硬式野球）に所属、その傍ら1年時は陸上部に所属していた。入部直後の1年時に出場した新人陸上大会県予選では、100m走で優勝を果たし大会記録を出した。またこの年の100m走記録会で全国大会入賞の経験を持つ。
柳川高等学校では、入部直後の練習試合で守備の際、左足首を負傷、その後も度重なる怪我で1年と2年時の大半をリハビリに費やすことになった。結局、高校時に出場したのは3年夏の福岡県大会のみであり、ベスト4で敗れ甲子園出場は叶わなかった。
高校卒業後は住友金属（和歌山市）に入社するも、入団直後、退団の申し入れをし、地元福岡に帰り、アルバイト生活をしながら生計を立て
。福岡ダイエーホークスの入団テストを受験。
結果、1次試験（50m走5.8秒、遠投120m）と2次試験（守備、打撃）をクリアして見事合格を果たし、1999年のプロ野球ドラフト会議で5位指名を受けた。尚、テストで合格し入団したのは野村克也、田畑一也、田中瑞季3人のみである。

### ダイエー時代
2000年、1年目は途中出場や出場機会こそ少なかったが、ファームの試合ではチームトップの盗塁数、犠打数をマーク、打率こそ低かったが本塁打を5本記録している。また1年目ながらこの年の（巨人対ダイエー）の日本シリーズの40人枠に選出された。
2001年、2年目の春季キャンプではA組スタートを勝ち取ったが、キャンプ中盤の守備練習で右肩を負傷（関節唇損傷、腱板損傷）と診断を受け手術をすることになり、リハビリに費やすシーズンとなった。
2002年、3年目の春季キャンプからスイッチヒッターに挑戦し、5月19日の西武戦でスタメン（2番二塁手）出場を果たした。初安打、初打点、初盗塁も記録している。この年のジュニアオールスター（ウエスタンリーグ代表）に選出されたが、大会前の走塁練習中に左ハムストリングを負傷し、出場を辞退することになった。
2003年は、主に試合終盤の代走、代打を中心に25試合に出場。また日本シリーズでは、25人（内野手6人）の出場枠に選出された。
2004年は、1軍で自己最多の41試合に出場。スタメンでの出場（三塁手、二塁手）も増え、得点圏打率は3割を超えた。
ソフトバンク時代
2005年は、極度の送球難に陥り、ファームの試合は勿論、キャッチボールもまともに出来ない程苦しんだ。自身の怪我や若手の台頭もあり、シーズン終了後に戦力外通告を受け退団した。その後参加したトライアウトでは千葉ロッテマリーンズ、広島東洋カープの関係者から連絡を受けたが、千葉ロッテに入団することを決めた。

### 千葉ロッテ時代
2006年は、一軍に上がる事はなかった。自身二度目の戦力外通告を受けユニフォームを脱ぐ事になった。

### 現役引退後
地元福岡で野球塾を行う傍ら、ホークスジュニアアカデミーのコーチとして子供たちに野球を指導している。また現在は、スポーツ整骨院も経営している。

## 詳細情報

### 年度別打撃成績
| 年 度     | 球 団     | 試 合 | 打 席 | 打 数 | 得 点 | 安 打 | 二 塁 打 | 三 塁 打 | 本 塁 打 | 塁 打 | 打 点 | 盗 塁 | 盗 塁 死 | 犠 打 | 犠 飛 | 四 球 | 敬 遠 | 死 球 | 三 振 | 併 殺 打 | 打 率 | 出 塁 率 | 長 打 率 | O P S |
| --------- | --------- | ----- | ----- | ----- | ----- | ----- | -------- | -------- | -------- | ----- | ----- | ----- | -------- | ----- | ----- | ----- | ----- | ----- | ----- | -------- | ----- | -------- | -------- | ----- |
| 2002      | ダイエー  | 10    | 8     | 8     | 0     | 1     | 1        | 0        | 0        | 2     | 1     | 0     | 1        | 0     | 0     | 0     | 0     | 0     | 1     | 0        | .125  | .125     | .250     | .375  |
| 2003      | ダイエー  | 25    | 31    | 30    | 4     | 8     | 3        | 0        | 0        | 11    | 3     | 1     | 0        | 0     | 0     | 1     | 0     | 0     | 6     | 0        | .267  | .290     | .367     | .657  |
| 2004      | ダイエー  | 41    | 94    | 84    | 13    | 21    | 4        | 1        | 0        | 27    | 7     | 4     | 2        | 3     | 0     | 7     | 0     | 0     | 13    | 1        | .250  | .308     | .321     | .629  |
| 通算：3年 | 通算：3年 | 76    | 133   | 122   | 17    | 30    | 8        | 1        | 0        | 40    | 11    | 5     | 3        | 3     | 0     | 8     | 0     | 0     | 20    | 1        | .246  | .292     | .328     | .620  |

### 記録
- 初出場・初先発出場：2002年5月19日、対西武ライオンズ7回戦（長野オリンピックスタジアム）、2番・二塁手として先発出場
- 初打点：2002年9月29日、対西武ライオンズ27回戦（福岡ドーム）、6回裏に内薗直樹から二塁ゴロの間に記録
- 初安打：2002年9月30日、対大阪近鉄バファローズ27回戦（大阪ドーム）、2回表に藤崎紘範から右翼へ二塁打
- 初盗塁：2003年10月1日、対千葉ロッテマリーンズ27回戦（千葉マリンスタジアム）、3回表に二盗（投手：渡辺俊介、捕手：橋本将）

### 背番号
- 56 （2000年 - 2005年）
- 69 （2006年）

### 登録名
- 田中 瑞季 （たなか みずき、2000年 - 2002年）
- 瑞季 （みずき、2003年 - 2006年）